# Campeonato Africano de Atletismo de 2010 - Salto com vara masculino
A prova do salto com vara masculino do Campeonato Africano de Atletismo de 2010 foi disputada no dia 31 de julho de 2010 em Nairóbi,  no Quênia. 

## Recordes
Antes desta competição, os recordes mundiais e do campeonato nesta prova eram os seguintes:
|                       | Nome         | Nacionalidade | Altura  | Local     | Data                 |
| --------------------- | ------------ | ------------- | ------- | --------- | -------------------- |
| Recorde mundial       | Sergey Bubka | Ucrânia       | 6m 14cm | Sestriere | 31 de julho de 1994  |
| Recorde do campeonato | Okkert Brits | África do Sul | 5m 40cm | Durban    | 1993                 |
| Recorde do campeonato | Okkert Brits | África do Sul | 5m 40cm | Dakar     | 21 de agosto de 1998 |
| Recorde africano      | Okkert Brits | África do Sul | 6m 03cm | Colônia   | 18 de agosto de 1995 |

## Medalhistas
| Ouro                | Prata                | Bronze               |
| Hamdi Dhouibi (TUN) | Larbi Bouraada (ALG) | Mourad Souissi (ALG) |

## Cronograma
Todos os horários são locais (UTC+3).
| Data        | Hora  | Evento |
| ----------- | ----- | ------ |
| 31 de julho | 14:40 | Final  |

## Resultado final
| Posição           | Atleta            | Nacionalidade   | 3.60 | 3.80 | 4.00 | 4.20 | 4.30 | 4.40 | 4.50 | 4.60 | 4.70 | 4.80 | Resultados | Notas                |
| ----------------- | ----------------- | --------------- | ---- | ---- | ---- | ---- | ---- | ---- | ---- | ---- | ---- | ---- | ---------- | -------------------- |
| Medalha de ouro   | Hamdi Dhouibi     | Tunísia         | –    | –    | –    | –    | –    | o    | –    | xo   | o    | xxx  | 4.70       | Recorde da temporada |
| Medalha de prata  | Larbi Bouraada    | Argélia         | –    | –    | –    | –    | –    | o    | –    | o    | xxx  |      | 4.60       |                      |
| Medalha de bronze | Mourad Souissi    | Argélia         | –    | –    | –    | xo   | –    | o    | –    | –    | xxx  |      | 4.40       |                      |
| 4                 | Weldon Kipngetich | Quênia          | xxo  | xxo  | o    | xxo  | xxx  |      |      |      |      |      | 4.20       | Recorde da temporada |
| 5                 | Kennedy Magut     | Quênia          | o    | xo   | xo   | xxx  |      |      |      |      |      |      | 4.00       | Recorde da temporada |
| 6                 | Eric Kipngeno     | Quênia          | xo   | xxx  |      |      |      |      |      |      |      |      | 3.60       |                      |
| 7                 | Seatu Tilahun     | Etiópia         | xxo  | xxx  |      |      |      |      |      |      |      |      | 3.60       |                      |
| 8 !               | Guillaume Thierry | Ilhas Maurícias |      |      |      |      |      |      |      |      |      |      | NM         |                      |

Legenda
| Recorde mundial       | Recorde mundial (World record)               |                       | Recorde africano                      | Recorde africano (African) |                                           | Q | Classificado por posição (Qualified) |
| Recorde do campeonato | Recorde do campeonato (Championship record)  | Recorde da América    | Recorde da América (Americas)         | q                          | Classificado por melhor tempo (Qualified) |   |                                      |
| Melhor marca do ano   | Melhor marca do ano (World leading)          | Recorde asiático      | Recorde asiático (Asian)              | DNS                        | Não largou (Did not start)                |   |                                      |
| Recorde nacional      | Recorde nacional (National record)           | Recorde europeu       | Recorde europeu (European)            | DNF                        | Não terminou (Did not finish)             |   |                                      |
| Recorde pessoal       | Recorde pessoal do atleta (Personal best)    | Recorde da Oceania    | Recorde da Oceania (Oceania)          | DSQ / DQ                   | Desclassificado (Disqualified)            |   |                                      |
| Recorde da temporada  | Recorde da temporada do atleta (Season best) | Recorde sul-americano | Recorde sul-americano (South America) | NM                         | Sem marca (No mark)                       |   |                                      |